# 16ns Premis AVN
La cerimònia dels 16ns Premis AVN, organitzada per Adult Video News (AVN) va homenatjar el millor de 1998 en pel·lícules pornogràfiques i va tenir lloc el 9 de gener de 1999 al Bally's Las Vegas, Las Vegas, Nevada. Durant la cerimònia, AVN va lliurar els Premis AVN en 68 categories. La cerimònia, televisada per Playboy TV, va ser produïda per Gary Miller i dirigida per Mark Stone. El còmic Robert Schimmel va retornar com a amfitrió acompanyat per les actrius Alisha Klass, Midori i Serenity. Cinc setmanes abans en una cerimònia celebrada al Westin Bonaventure de Los Angeles, Califòrnia, el 4 de desembre de 1998., els premis per a pel·lícules pornogràfiques gai es van lliurar en una nova cerimònia separada coneguda com els Premis GayVN.
Looker va guanyar sis premis, inclòs el de millor pel·lícula. Altres guanyadors van ser Café Flesh 2 amb quatre premis, Tushy Heaven amb tres i Euro Angels 10, Forever Night, Masseuse 3, Models, Pornogothic, The Pornographer, Strange Life: The Breech, Tatiana amb dues.

## Guanyadors i nominats
Quan es van anunciar els nominats pels 16ns Premis AVN, Café Flesh 2 va obtenir la majoria de nominacions amb 14; Models va quedar en segon lloc amb 13. Un nou comitè de 51 professionals del sector va votar per seleccionar els millors de cada categoria. Hi havia 30 votants d'AVN.
Els guanyadors es van anunciar durant la cerimònia de lliurament de premis el 9 de gener de 1999. A més de guanyar a la millor pel·lícula, els premis de Looker també van incloure premis a la millor actriu per Shanna McCullough, que havia guanyat el seu primer premi d'actuació 12 anys abans, i la millor pel·lícula per Nic Cramer, el segon en anys consecutius. La copresentadora Klass va guanyar la millor estrella nova amb Tom Byron i Chloe van guanyar els premis d'Intèrpret Masculí i Femení de l'Any respectivament. Erotic X-Film Guide va suggerir que amb el porno gonzo deixant la seva marca al hardcore, el Millor vídeo gonzo i els premis a la millor sèrie de gonzo, guanyats per Whack Attack 2 i Seymore Butts respectivament, van ser "potser els més importants de l'any passat".

### Premis
Els guanyadors s'enumeren en primer lloc, es destaquen en negreta.
| Millor pel·lícula | Millor pel·lícula de vídeo |
| --- | --- |
| - Looker - Appassionata - Carnal Instincts - Debbie Does Dallas: The Next Generation - Love's Passion - Masseuse 3 - Models - Phoenix Rising - Shipwreck - White Angel | - Café Flesh 2 - Chamber of Whores - Exile - Flashpoint - Forbidden - Heartache - L.A. Uncovered - The Lecher 2 - Lust & Lies - Mission Erotica - One Size Fits All - Penitent Flesh - Pornogothic - Taboo 17 - Turn About |

#### Actuacions
| Millor Actor—Pel·lícula | Millor Actor—Video |
| --- | --- |

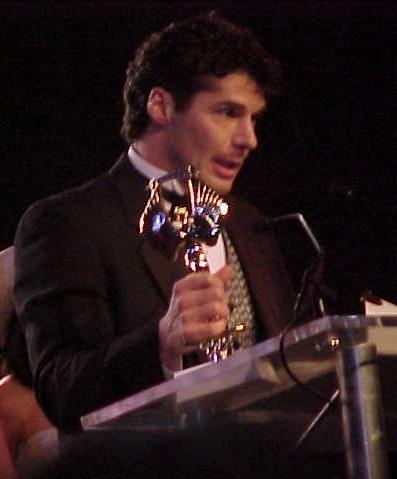
James Bonn acceptant el seu premi a Millor actor—pel·lícula

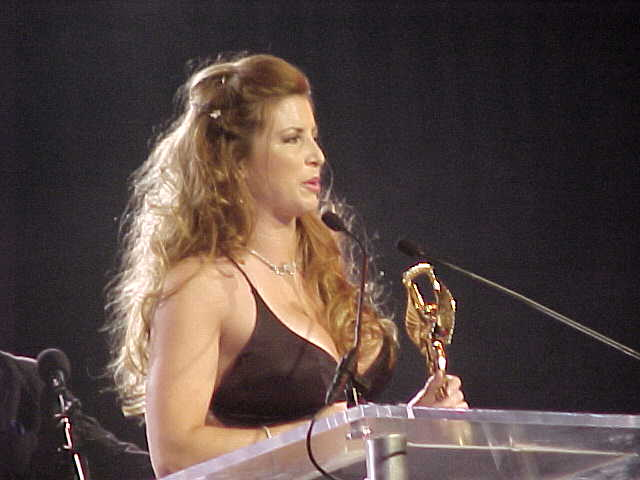
Shanna McCullough acceptant el seu premi a la millor actriu—Pel·lícula

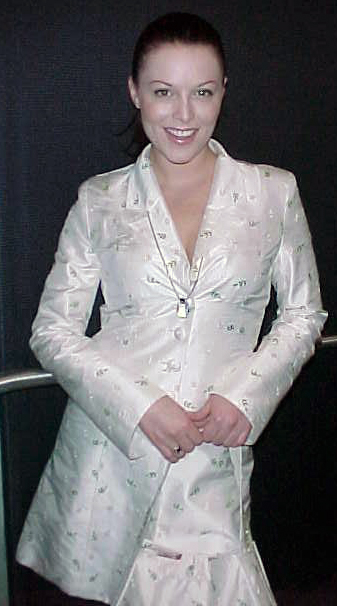
Alisha Klass el 2001.

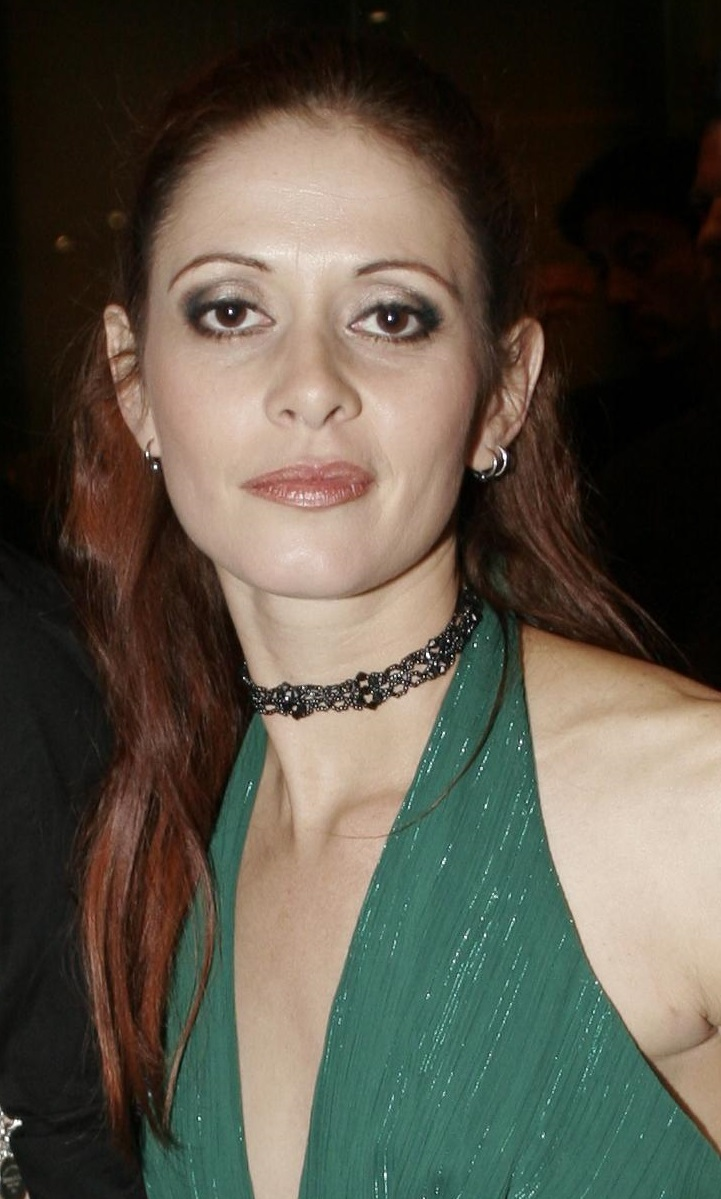
Chloe als premis de 2006.

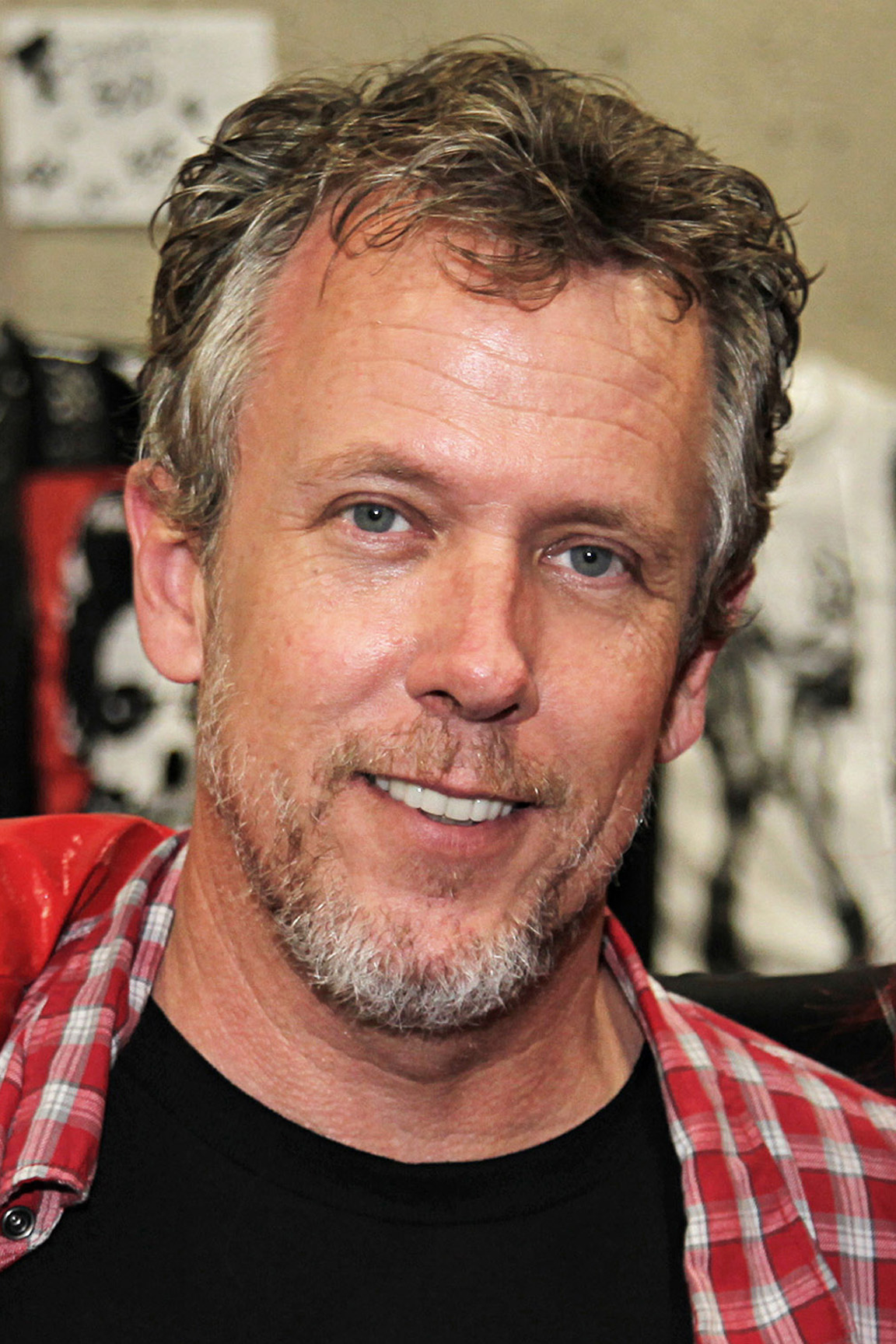
Tom Byron, guanyador al millor artista masculí de l’any.

| - James Bonn – Models - Tom Byron – Carnal Instincts - Jon Dough – Shipwreck - Mickey G. – Love's Passion - Jonathan Morgan – Prey - Wilde Oscar – Eros Instinct - Herschel Savage – Phoenix Rising - Alex Sanders – Appassionata - Kyle Stone – The Kiss - Vince Vouyer – Mobster's Wife                                         | - Michael J. Cox – L.A. Uncovered - James Bonn – Bed of Roses - Tyce Buné – Turn About - Tom Byron – One Size Fits All - Anthony Crane – Deep Throat: The Quest Begins - Dave Hardman – Chamber of Whores - Alec Metro – Exile - Jonathan Morgan – Thai Me Up - Kyle Stone – Snatchers - Tony Tedeschi – In Your Dreams |
| Millor Actriu—Pel·lícula | Millor Actriu—Video |
| - Shanna McCullough – Looker - Kaitlyn Ashley – Beautiful - Asia Carrera – Appassionata - Taylor Hayes – Masseuse 3 - Lené Hefner – Deception - Missy – The Good, the Bad and the Wicked - Sydnee Steele – Shattered Vows - Stephanie Swift – Prey - Tina Tyler – Models - Stacy Valentine – White Angel                          | - Jeanna Fine – Café Flesh 2 - Asia Carrera – Thai Me Up - Raquel DeVine – Snatchers - Morgan Fairlane – Forbidden - Melissa Hill – Turn About - Toni James – Public Affairs - Jill Kelly – Exile - Misty Rain – Taboo 17 - Serenity – Date From Hell - Taren Steele – Rainwoman 12 - Stephanie Swift – Beautiful Evil - Kobe Tai – Mission Erotica - Sunset Thomas – Lust and Lies - Tina Tyler – Hanky Panky - Stacy Valentine – Habits of the Heart                             |
| Millor actor secundari—Pel·lícula | Millor actor secundari—Video |
| - Michael J. Cox – Models - Mike Horner – Appassionata - J. D. Ram – Models - Herschel Savage – Masseuse 3 - Tony Tedeschi – Mobster's Wife | - Jamie Gillis – Forever Night - Brad Armstrong – Exile - T. T. Boy – Freak - Tom Byron – Hanky Panky - Ian Daniels – Date From Hell - Ron Jeremy – Nude World Order - Mickey G. – Flashpont - Dave Hardman – X Factor 3 - Jonathan Morgan – Nurse Sadie - Kyle Stone – To Live and Love in L.A. - Marc Wallice – Thai Me Up |
| Millor actriu secundària—Pel·lícula | Millor actriu secundària—Video |
| - Chloe – Masseuse 3 - Dru Berrymore – Models - Shayla LaVeaux – Bad Sister - Shanna McCullough – Love's Passion - Sharon Mitchell – Debbie Does Dallas: The Next Generation - Misty Rain – Red Vibe Diaries 2 - Alexandra Silk – Mobster's Wife - Stephanie Swift – Shipwreck - Tina Tyler – Shattered Vows - Nancy Vee – Models | - Katie Gold – Pornogothic - Johnni Black – Date From Hell - Chloe – Dinner Party at Six - Roxanne Hall – L. A. Uncovered - Melissa Hill – One Size Fits All - Heather Hunter – Where the Boys Aren't 10 - Jill Kelly – Flashpont - Stephaie Swift – Turn About |
| Millor nova estrella | Millor actuació en teaser |
| - Alisha Klass - Nikki Anderson - Jessica Darlin - Dee - Elena - Katie Gold - Malitia - Mocha - Samantha Stylle - Shelbee Myne - Stryc-9 - Temptress - Inari Vachs | - Ava Lustra – Leg Sex Dream - Brittany Andrews – Barefoot Confidential - Crystal Knight – Best Butt(e) in the West 4 - Anita Dark – Bodyslammin': Shake & Tumble - Nikki Anderson – Buttman in Budapest - Tia Bella – Camera Shy - Ava Lustra – Every Woman Has a Foot Fantasy - Nikki Anderson – The Lecher - Jessica Darlin – Planet of the Gapes 2 - Jill Kelly – Skin: Cuntrol - Raylin – Sodomania 24 - Charlie – Welcome to the Cathouse - Temptress – Wet Cotton Panties 5 |
| Intèrpret Femenina de l'Any | Intèrpret Masculí de l'Any |
| - Chloe - Johnni Black - Asia Carrera - Roxanne Hall - Alisha Klass - Jill Kelly - Midori - Mocha - Tiffany Mynx - Silvia Saint - Serenity - Stacy Valentine | - Tom Byron - Christoph Clark - Van Damage - Dave Hardman - Brandon Iron - Mr. Marcus - Sean Michaels - Alex Sanders - Kyle Stone - Vince Vouyer |
| Millor actuació no sexual—Pel·lícula o vídeo | |
| - Robert Black – The Pornographer - - Mike Alba – Nude World Order - Anthony Crane – White Angel - Simon Delo – Café Flesh 2 - Dukey Flyswatter – Terrors From the Clit - Veronica Hart – Café Flesh 2 - Gloria Leonard – Phoenix Rising - John Leslie – The Lecher 2 - Ron Vogel – Exile                                         | |

#### Escenes sexuals
| Millor escena sexual de noies—Pel·lícula | Millor escena sexual de noies—Vídeo |
| --- | --- |
| - Laura Palmer, Ruby, Charlie, Claudia – White Angel - Flower, Nikki Tyler, Charlie – Carnal Instincts - Shane, Stephanie Swift – Debbie Does Dallas: The Next Generation - RayVeness, Shayla LaVeaux, Tina Tyler – Love's Passion - Gwen Summers, Coral Sands – Phoenix Rising - Lauren Montgomery, Lacy Ogden – Shattered Vows - Kobe Tai, Stephanie Swift, Kelly Jean – Sleepover - Ruby, Serenity – Wicked Cover Girls | - Caressa Savage, Roxanne Hall, Charlie – Buttslammers 16 - Raylene, Christgen Wolf – Action Sports Sex 2 - Jill Kelly, Toni James – Erotic Pool Party - Juli Ashton, Taren Steele – Essentially Juli - Juli Ashton, Amber Lynn – Fade to Blue - Ava Lustra, Kerry Matthews – Leg Sex Dream - Ruby, Raylin Sydnee Steele – Nasty Girls 17 - 18-girl orgy (Annah Marie, Ashley Renee, Carolina, Charlie, Crystal Knight, Dee, Devin Chang, Janis Jones, Kristina St. James, Lexi Erickson, Liza Harper, Monique DeMoan, Montana Gunn, Morgan Navarro, Nellie Pierce, Randee Lee, RayVeness, Sydnee Steele) – No Man's Land 20 - Katie Gold, Asia Carrera – Pornogothic - Caressa Savage, Misty Rain – Taboo 17 - Alisha Klass, Samantha Stylle, Elle DeVyne, Elena – Tushy Girls Slumber Party - Jennifer Worthington, Dee, Azlea – Welcome to the Cathouse - The orgy finale (Felecia, Gina Ryder, Malitia, Marilyn Star, Nicole Lace, Roxanne Hall, T. J. Hart, Temptress) – Welcome to the Cathouse - Heather Hunter, Janine – Where the Boys Aren't 10                                                                                                 |
| Millor escena de sexe anal—Pel·lícula | Millor escena de sexe anal—Video |
| - Chloe, Steve Hatcher, Tony Tedeschi – The Kiss - Kaitlyn Ashley, Jon Dough – Beautiful - Tye, Shanna McCullough, Julian St. Jox – Eros Instinct - Kobe Tai, Mark Davis – The Lie - Silvia Saint, Hakan – Looker - Shayla LaVeaux, RayVeness, Tina, John Decker – Love's Passion - Chloe, Herschel Savage – Masseuse 3 - Christi Lake, Julian St. Jox, Jake Steed – Ravishing Royalty - Liza Harper, Ian Daniels, Brian Surewood – Shattered Vows - Jacklyn Lick, Michael J. Cox – The Show 3 | - Sean Michaels, Samantha Stylle, Alisha Klass – Tushy Heaven - Szonjoa, Greta, Vince Vouyer, Lexington Steele – Anabolic World Sex Tour 16 - Omar, Alex, Kelly, Emma – Ben Dover's Crack Attack - Red, Paschal, Bob, Ben Dover – Ben Dover's Extremely Wild Wenches - Liza Harper, Marc Wallice, Jake Steed, Byron Long – Beyond Reality 5 - Sylvia, Reka, Nikki Anderson, Amanda Steel, Judith Grant, Alex Sanders, Mark Davis – Bodyslammin' 2: Down & Dirty - Nikki Anderson, Christoph Clark, Andrew Youngman – Buttman in Budapest - Johnni Black, Steve Hatcher, Katie Gold – Depraved Fantasies 5 - Iroc, Van Damage, Tiffany Mynx – Lewd Behavior: 2nd Offense - Tom Byron, Stryc-9 – Lord of Asses - Careena Collins, Mr. Marcus, Julian St. Jox – 100% Amateur 45 - Christgen Wolf, Alec Metro – Party Girls - Jessica Darlin, Iroc, Tom Byron – Planet of the Gapes 2 - Chloe, Sean Michaels – Sean Michaels' Up Your Ass 7 - Elena, Mark Davis – S.M.U.T. 7 - Tiffany Mynx, Mark Davis – Whack Attack |
| Millor escena sexual de parella—Pel·lícula | Millor escena sexual de parella—Video |
| - Stephanie Swift, Mickey G. – Shipwreck - Brook April, Fred Thomas – An American Girl in Paris - N'J DeBahia, Jon Dough – Beautiful - Nikki Tyler, T. T. Boy – Carnal Instincts - Lexus, Jon Dough – Debbie Does Dallas: The Next Generation - Silvia Saint, Hakon – Looker - Juli Ashton, Mickey G. – Love's Passion seqüència de somni - Taylor Hayes, James Bonn – Masseuse 3 - Julie Meadows, Brian Surewood – Phoenix Rising - Anita Blond, Vince Vouyer – Wet | - Jill Kelly, Eric Price – Dream Catcher - Taylor Moore, Kyle Stone – Backseat Driver 3 - Anita Dark, Alex Sanders – Bodyslammin': Shake & Tumble - Amanda Steele, Rocco – Buttman in Budapest - Jeanna Fine, Brian Surewood – Café Flesh 2 - Ava Lustra, The Doctor – Every Woman Has a Foot Fantasy - Jenna Jameson, T. T. Boy – Flashpoint - Chloe, Tony Tedeschi – Leather World - Judith Grant, John Walton – The Lecher - Katie Gold, Marc Wallice – Nude World Order - Lexi Eriksson, Valentino – Nurses to the Rescue - Amytheist, Tom – Shane's World 11 - Erika Bella, Peter North – Sodomania 24 - Alisha Klass, Seymore Butts – Think Sphinc - Ilana Moore, Jake Steed – The Voyeur 11 |
| Millor escena de sexe en grup—Pel·lícula | Millor escena de sexe en grup—Video |
| - Taylor Hayes, Mr. Marcus, Billy Glide – Masseuse 3 - Randi Rage, Kaitlyn Ashley, Jon Dough – Beautiful - Lexus, Toni James, Vince Vouyer – Debbie Does Dallas: The Next Generation - Erika Bella, Shanna McCullough, Vince Vouyer – Looker - Shayla LaVeaux, RayVeness, John Decker – Love's Passion - Tina Tyler, Michael J. Cox, Nancy Vee, James Bonn – Models - Deva Station, Alexandra Silk, Jon Dough – Shipwreck - Mark Davis, Leanni Lei, Kimberly Jade – White Angel | - Sean Michaels, Alisha Klass, Samantha Stylle, Halli Aston, Wendy Knight – Tushy Heaven - Dina Jewel, Mr. Marcus, Mark Davis – World Sex Tour 13 - Iroc, Stryc-9, Tiffany Mynx, Luciano, Van Damage – Asswoman in Wonderland - Wendy, Ben Dover, Two guys (Alex Kater, Bob Scott) – Ben Dover's British Housewives Fantasies - Holly Body, Katie Gold, Jessie James, Dakota, Alex Sanders, Alec Metro – Bodyslammin': Shake & Tumble - Kathy Divine, Sophie Call, Rocco – Buttman's Rolling Cheeks - Johnni Black, four guys – Depraved Fantasies 5 Gothic gangbang - Jill Kelly, Sindee Coxx, Johnni Black, Steve Drake, Brad Armstrong, Mickey G., Mike Horner – Flashpoint - Inari Vachs, Shelbee Myne, Sean Michaels, Paul Coxx – Fresh Meat 5 - Ilana Moore, Brian Surewood, Mark Davis – The Lecher - Byron Long, Macho, Dee, Monique, India – My Baby Got Back 15 - Tom Byron, Jessica Darlin, Iroc – Planet of the Gapes 2 - Kendra Jade, Brandon Iron, David Steel – Thrillsex scene in supermarket - Alexa Schiffer, Wendy, Andrew Youngman, Jean-Yves LeCastel – The Voyeur 11 - Sean Michaels, Temptress, Malitia Alex Dane – Whack Attack 2 |
| Millor escena de sexe en estrena estrangera | Millor escena de sexe en solitari |
| - 10-person hotel orgy (Agness, Anna, Jessika, Laura, Laura Black, Lina, Niki Blue, an eighth girl, David Perry, Andrew Youngman) – Euro Angels 10 - Deborah, Kiki, Bionca, Jean-Yves LeCastel, Leslie Taylor – Assman 4 - Isaphan fourway (Ispahan, Vanda Vitus, Christoph Clark, Yves Baillat) – Euro Angels 4 - Katya Kean, Andrew Youngman, et al. (Bolivia Samsonite, Brigitta) – Fatal Orchid - Airplane hangar scene – Planet Sexxx - Meat packing plant scene – Rocco Never Dies - Five-man "Marquis" gangbang (Rita Cardinale, Bruno SX, David Perry, Frank Versace, Jean-Michel Kossa, Mephisto) – Tatiana - Tanya Russof, Dimitri – Tatiana 3 - Silvia Saint, Micha, etc. (David Perry, Frank Gun) – Triple X Files: Enjoy Silvie - Ann-Marie, Rocco Siffredi, Omar – When Rocco Meats Kelly | - Toni James – Finger Lickin' Good - Felecia – The House That Black Built - Nakita Ka$h – Real Female Masturbation - Jill Kelly – L.A. Fashion Girls - Alisha Klass – Seymore Butts Does Europe II - Krisztina – Lil' Women: Vestal Virgins 3 - Lovette – Girls Home Alone - Kay London – Pussy Poppers 3 - Taylor Moore – Girls Home Alone 4 - Teri Starr – Pussy Poppers 6 - Stacy Valentine – Forever Night |
| Millor escena de sexe més escandalosa | |
| - Mila – Ass Artist escena de pintar-se el cul - Johnny Toxic, Candy Hill, A. Cake – Asscakes - Charlie, Kay London, Nicole London – Cat Scratch Fever escena de lluita en llet - Nancy Vee – Models plunger scene - Helicopter Man scene – Samurai Debutantes | |

#### Per gènere
| Millor pel·lícula all sex | Millor vídeo all sex |
| --- | --- |
| - High Heels - Delirious - Wet - Wicked Cover Girls - Delirious | - Fresh Meat 5 - Beyond Reality 5 - Depraved Fantasies 5 - Dream Catcher - Eros - Forever Night - Hustler's Pool Party - Layered - Skin: Cuntrol - Spellbinders |
| Millor vídeo gonzo | Millor cinta de vinyeta |
| - Whack Attack 2 - Anabolic World Sex Tour 16 - Ben Dover's British Housewives Fantasies - Bodyslammin' 2: Down & Dirty - Buttman in Budapest - Essentially Juli - Party Girls - Tom Byron's Cumback Pussy 10 - The Voyeur 11 | - Sodomania 24 - Dogtales - Gang Bang Auditions - Hustler Presents: Love Letters - Perverted Stories 16 - Puritan Video Magazine 20 - S.M.U.T. 4 - Tails of Perversity 4 - Wet Spots - White Trash Whore 9 - Whore Stories - Wired for Sex |
| Millor pel·lícula de temàtica anal | Millor comèdia |
| - Tushy Heaven - Anal Examiner - Assman 4 - Asswoman in Wonderland - Ben Dover's Crack Attack - Booty Duty 2 - Buttholes Are Forever - Lewd Behavior: 2nd Offense - Lord of Asses - Only the A Hole - Planet of the Gapes 2 - Rectal Rooter - Rocco's True Anal Stories - Sean Michaels' Up Your Ass 7                                                                                     | - The Pornographer - Date From Hell - Hanky Panky - Homey in the Haystack - The Kiss - Nude World Order - Nurse Sadie - Nurses To the Rescue - Porno News - Sudden Passions - Terrors From the Clit - Thai Me Up |
| Millor pel·lícula de noies | Millor vídeo alternatiu |
| - Welcome to the Cathouse - Buttslammers 16 - Eat at the Pussy Café - Girls Home Alone 4 - Nasty Girls 18 - No Man's Land 20 - San Francisco 69'ers - Shane's Slumber Party 2 - Violation of Marylin Star - Where the Boys Aren't 10 | - Memorial Weekend T & A '98, Vol. 2 - Buttman At Nudes-A-Poppin' 5 - Hellcats in High Heels - Nude Paradise Club #224 Vol. 2 - Jenna Exposed - Naked at the Lake - Penthouse Love Games - Playboy's Playmates Revisited - Playboy Video Centerfold: 1998 Playmate of the Year - Strip Shop - Sweetheart Murders - Taoist Sexuality: Energy, Elements, Ecstasy |
| Millor CD-ROM | Millor DVD |
| - Days of Oblivion - Betty Page - Supermodels 2 - Virtual Sex With Farrah | - Shock - Bodyslammin' 2: Down & Dirty - Conquest - Debbie Does Dallas: The Next Generation - Dream Catcher - Jeff Stryker's Underground - New Wave Hookers 5 - Night Trips - Penetrator 2 - The Pyramid 1, 2 & 3 - Secrets of the Kama Sutra - Zazel |
| Millor vídeo de temàtica ètnica | Premi Hot Vidéo |
| - Dinner Party at Six - Black Erotic Moments 6 - Black Street Hookers 12 - Ebony Muff Divers - Freaks, Whoes & Flows - Ho' In - Inner City Black Cheerleader Search 22 - Isis Blue - Manhattan Black - My Baby Got Back 15 - Sugar Walls 6 - Tokyo Summer Camp Girls - 24•7, Vol. 9 - Wonton Workers'                                                                                      | (La revista francesa Hot Vidéo presenta el seu premi a la millor producció estatunidenca estrenada a França) - Drop Sex - Buda - Café Flesh 2 - Control - Cumback Pussy 6 - Models - One Track Mind - Queen's Challenge - Zazel |
| Millor estrena estrangera | Millor cinta estrangera |
| - Tatiana 1, 2 & 3 - Aphrodite: Goddess of Love - Citizen Shane - Debauchery - Fatal Orchid 1 & 2 - Light My Fire - Planet Sexxx - Profession: Porn Actress - Rocco Never Dies 1 & 2 - Sinful Desires 1 & 2 - The Temptation of Clarisse - That$ Life 2 | - Euro Angels 10 - Avena Extra Edition: Hungarian Style, Issue 2 - Euro Angels 2 - Euro Angels 3 - Euro Angels 8 - Lee Nover 6 - Lil' Women: Vestal Virgins 3 - No Mercy - Ritch Bitch - Triple X Files: Adele - Triple X Files: Katya Kean |
| Millor pel·lícula de temàtica oral | Millor cinta Pro-Am o Amateur |
| (Tie) - Blowjob Fantasies - Coed Cocksuckers 7 - The Blowjob Adventures of Dr. Fellatio 5 - The Blowjob Adventures of Dr. Fellatio 10 - Coed Cocksuckers 6 - Cock Smokers - Deep Throat: The Quest Begins - In the Mouths of Babes - Interracial Fellatio 2 - It Don't Matter Just Don't Bite It 3 - Shut Up and Blow Me! - Shut Up and Blow Me! 2                                         | - The Coeds 44 - Adventures in Pantyland 1 - Amateurs Only 90 - Amateur USA 4 - Beaver Hunt 3 - The Clean Up Woman - The Coeds 44 - Fresh Faces 19 - Global Warming Debutantes 11 - Homegrown Video 500 - More Dirty Debutantes 90 - Triple X Amateur 86 - Up and Cummers 54 - Up and Cummers 56 - Video Virgins 40                                            |
| Millor cinta especialitat—Pits grans | Millor cinta especialitat—Bondage |
| - Big Tit Betrayal - Big Boob Bangeroo 11 - Boobsville Cabaret - Brown Sugar Babes 2 - Chloe's Big Tit Conquests - Dirty Deeds - Double D Dolls 6 - Natural Wonders of the World - Stacked: Titanic Tits - Stacked 2: Nightmare in Titsville - Wild Wild Chest 6 | - Uncut - Abduction of Chloe - Authentic Divas: Brutal Submission - The Boiler Room - Dark Paradise - Doomsday - Dresden Diary 18 - Extreme Tit Torture - I Spit on Your Slave - Leather Bound Dykes from Hell 10 - Raging Pain - Summer and Skye's Bondage Party - Tokyo Torture Chamber - Valentine's Day Massacre - Whipped Wet                             |
| Millor cinta especialitat—Alters gèneres | Millor cinta especialitat—Spanking |
| - Strange Life: The Breech - Babes Ballin' Boys 4 - Barefoot Confidential - Bend Over Boyfriend - Box of Laughter: Dueling Pages - Every Woman Has a Foot Fantasy - Hardcore Male-Female Oil Wrestling 2 - Hot 50+ Two - Latin Plump Humpers - Leg Sex Dream - Leg Sex Fantasy - Little Anal Granny: Back to College - Nina Hartley's Guide to Sex Toys - Toe Tales 52 - 2000 Lbs. of Love | - C.P. Research Institute - The Caning 2 - Discipline Daze II - Lingerie Models Spanked - Hotel Service - Mistress Tara's Finishing School - Spank Master 4 |
| Millor cinta transsexual | |
| - The Big-Ass She-Male Adventure - - Cocks 'n Frocks 6 - Mommy Queerest - Real Transsexuals - Sex Changes - Sexual Transsexuals 2 - That Darn Tranny - The Tranny-Sylvanians - Trans-Asian - Transsexual University: Cheerleader Ed.' | |

#### Marketing
| Millor concepte de coberta | Millor empaquetament |
| --- | --- |
| - Castle of Lucretia (In-X-Cess International) - The Art of Bondage (M. Zabel Productions) - Afterglow (Wicked Pictures) - Best Friends (Vivid Video) - Café Flesh 2 (VCA Platinum Plus) - Eros (Wicked Pictures) - Phoenix Rising (Pleasure Limited Editions) - The Rear Arrangers (Sterling Pictures) - Skin: Cuntrol (Eurotique Entertainment) - Skin 13 (Eurotique Entertainment) - Thai Me Up (Cal Vista Video/Metro) - Vortex (VCA Platinum Plus) - Wicked Cover Girls (Wicked Pictures) | - Exile (Wicked Pictures) - Beautiful Evil (Sin City Ultra) - Date From Hell (Wicked Pictures) - Fantasy Lane (Vivid Film) - Flashflood 2 (Coast to Coast Video) - Heartache (Wicked Pictures) - Intimate Exposure (VCA Platinum Plus) - The Look (Vivid Film) - Looker (Pleasure Limited Editions) - Mobster's Wife (Vivid Film) - No Man's Land 20 (Video Team) - Pornogothic (Wicked Pictures) - Thrust Fault (VCA Platinum Plus) - Words of Lust (Klimaxxx Productions) |
| Millor campanya de màrqueting global: Títol o sèrie individual | Millor campanya de màrqueting global: imatge de l'empresa |
| - Flashpoint (Wicked Pictures) - Cape Sin (Sin City Ultra) - Eros (Wicked Pictures) - Janine & Vince Neil • Hardcore & Uncensored (IEG/S&D Video) - Nude World Order (Sin City Ultra) - One Size Fits All (Adam & Eve Productions) - Pam & Tommy Lee • Hardcore & Uncensored (IEG/S&D Video) - Pornogothic (Wicked Pictures) - Sexy Nurses 3 (Cal Vista Video/Metro) | - Wicked Pictures - Elegant Angel Video - Evil Angel Productions - Metro, Inc. - Odyssey Group Video - Sin City Entertainment - VCA Pictures - Video Team - Vivid Video - Zane Entertainment Group |

#### Sèries
| Millor sèrie de vídeos continuats | Millor sèrie de temàtica ètnica |
| --- | --- |
| - White Trash Whore (JM Productions/Legend) - 18 and Nasty (Devil's Films/IVC) - 24•7 (Fat Dog Productions) - Cherry Poppers: The College Years (Zane Entertainment Group) - Nina Hartley: How To (Adam & Eve Productions) - Nineteen Video Magazine (Dane Productions/Forbidden Films) - No Man's Land (Video Team) - PickUp Lines (Odyssey Group Video) - Screw My Wife, Please (Tight Ends Productions) - S.M.U.T. (Elegant Angel Video) - Wet Cotton Panties (CDi Entertainment Group)                                                                                       | - Inner City Black Cheerleader Search (Woodburn/IVC) - Black Dirty Debutantes (Ed Powers Productions) - Black Street Hookers (Devil's Films/IVC) - Bootylicious (JM Productions/Legend) - Chocolate Covered Cherry Poppers (Zane Entertainment Group) - Freaks, Whoes & Flows (Jake Steed Productions) - My Baby Got Back (Video Team) - Nasty Video Magazine (Video Team) - Players Video Magazine (Players Video/Vivid Raw) - Sista (Video Team) - Sugar Walls (Dark Side/Elegant Angel) - Sweet Honey Buns (West Coast Productions)                                                                     |
| Millor sèrie gonzo | Millor sèrie Pro-Am o Amateur |
| - Seymore Butts (Seymore Butts Home Movies) - Anabolic World Sex Tour (Anabolic Video) - Assman (Anabolic Video) - Ben Dover (HK Video/VCA) - Buttman (Evil Angel Productions) - Butt Row (All Blew Shirts/Evil Angel) - Dirty Dancers (Fallen Angel Entertainment) - Fresh Hot Babes (West Coast Productions) - Freshman Fantasies (All Good Video) - Real Sex Magazine (Legend Video) - Shane's World (Odyssey Group Video) - Sweet Rides (All Good Video) - Up Your Ass (Anabolic Video) - The Voyeur (John Leslie/Evil Angel) - Wet Cotton Panties (CDi Entertainment Group) | - Up & Cummers (Randy West/Evil Angel) - Amateurs Only (Fat Dog Productions) - Beaver Hunt (Hustler Video/Vivid Raw) - The Coeds (Sunny Day Productions) - Creme de la Face (Odyssey Group Video) - Cum Stoppers (Legend Video) - Global Warming Debutantes (Ed Powers Productions) - Homegrown Video (Xplor Media Group) - Hot Fucking Amateurs (Pleasure Nastiest Moments) - More Dirty Debutantes (Ed Powers Productions) - Mother Productions (Mother Productions) - Private Moments (GRG) - Real Life Video (Real Life Video) - Slut Search (Tight Ends Productions) - Video Virgins (New Sensations) |

#### Assoliment tècnic
| Millor director artístic—Pel·lícula | Millor director artístic—Video |
| --- | --- |
| - Tatiana - Delirious - High Heels - Looker - Love's Passion - Mobster's Wife - Phoenix Rising - Shattered Vows | - Pornogothic - Café Flesh 2 - Dark Paradise - Dream Catcher - Eros - Flashpoint - Forever Night - Generation Sex 4 - Infinite Bliss - Sexual Species - Skin: Cuntrol - Terrors From the Clit |
| Millor fotografia | Millor videografia |

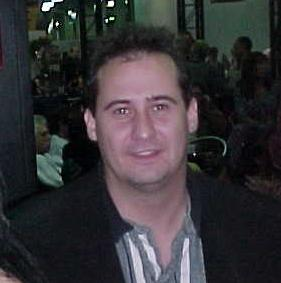
Nic Cramer, premi al millor director i millor guió de pel·lícula.

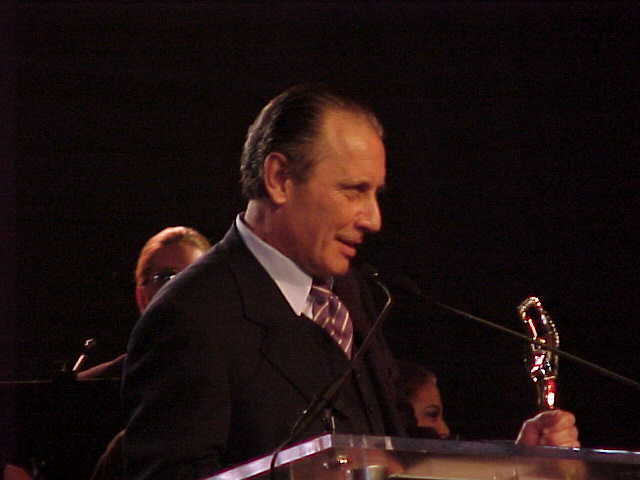
John Leslie acceptant el seu premi al millor director de vídeo

| - Jack Remy – Looker - Andrew Blake – Delirious - Andrew Blake – High Heels - Andrew Blake – Wet - A. C. Fremont – White Angel - Jake Jacobs – The Good, the Bad and the Wicked - Kris Kramski – Models - Ralph Parfait – Mobster's Wife - Ralph Parfait – Motel Blue - Ralph Parfait, Jack Remy – Masseuse 3 - Jack Remy – Phoenix Rising - Cyril Yano, Barry Wood – Love's Passion                  | (Tie) - Jack Remy – Café Flesh 2 - Barry Wood – Forever Night - Antony Adams – Planet Sexxx - Tom Elliott – Generation Sex 4 - Tashi Gold, Simon Poe – Skin: Cuntrol - Barry Harley, Dino Ninn, Predator – Dream Catcher - Jake Jacobs – Eros - Jake Jacobs – Exile - Jake Jacobs, Jack Remy – Flashpoint - Joone – Rocki Roads' Wet Dreams - Jack Remy – Penitent Flesh - Barry Wood, Predator – Fade to Blue |
| Millor director—Pel·lícula | Millor director—Video |
| - Nic Cramer – Looker - James Avalon – Carnal Instincts - Veronica Hart – Love's Passion - Kris Kramski – Models - Bud Lee – Appassionata - Paul Thomas – Masseuse 3 | - John Leslie – The Lecher 2 - Brad Armstrong – Flashpoint - François Clousot – L.A. Uncovered - Teri Diver, Tom Elliott – Generation Sex 4 - Tashi Gold – Skin: Cuntrol - Ernest Greene – Dark Paradise - Jonathan Morgan – Pornogothic - Michael Ninn – Dream Catcher - Antonio Passolini – Café Flesh 2 - Jim Powers – Chamber of Whores - Jace Rocker – Thai Me Up - Candida Royalle – One Size Fits All - David Stanley – Turn About - Matt Zane – Lust and Lies - Michael Zen – Taboo 17                                                                                |
| Millor director—Estranger | Millor música |
| - Rocco Siffredi – Rocco Never Dies I & II - Karel C. – Journey Through My Heart - Christoph Clark – The Temptations of Clarisse - Marc Dorcel – Citizen Shane - Anita Rinaldi – Planet Sexxx - Frank Thring – Broken Dreams - Pierre Woodman – Tatiana 1, 2 & 3' | - Razed in Black – Strange Life: The Breech - Johnny Toxic, Weed Whore – Action Man - Asia Carrera – Appassionata - Pantisi Sera – Café Flesh 2 - Benedictus – The Craving - PPM, Inc. – Depraved Fantasies 5 - Lauren Alexander – Dream Catcher - Tom Elliot, Marc Allan, Rook – Generation Sex 4 - Raoul Valve – High Heels - Vittorio Worx – Looker - Melvin – Penitent Flesh - The Long Beach Dub All-Stars – Porno Star - Toshi Gold – Skin: Cuntrol - Razed in Black – Strange Life: The Breech - Nine-Inch Male – Welcome to the Cathouse - Ivory Gibson – White Angel |
| Millor edició—Pel·lícula | Millor edició—Video |
| - SCSi Post, Nic Cramer – Looker - Gabrielle Anex, Phil Leader – White Angel - Andrew Blake – Delirious - Andrew Blake – High Heels - Evan Daniels – Carnal Instincts - Steven Katz – Love's Passion - Kris Kramski – Models - Joe Kurtz – Masseuse 3 - Jon Raven, Nic Cramer, Kelly Carpenter – Phoenix Rising - SCSi Post, Nic Cramer – Intimate Strangers - Motel Blue                             | - Alex Sanders – Bodyslammin': Shake & Tumble - Keith Brian – Thai Me Up - Tom Byron – Whack Attack 2 - Robyn Dyer – Layered - Tom Elliott – Generation Sex 4 - Steven Katz – Dream Catcher - Joe Kurtz – Mission Erotica - John Leslie – The Lecher 2 - Michael Ninn – Fade to Blue - Antonio Passolini, D-3 – Café Flesh 2 - Simon Poe – Skin: Cuntrol - Tom Ponti – Planet Sexxx - Alex Sanders – Bodyslammin' 2: Down & Dirty - SCSi Post – Heartache - Bud Swope – Nude World Order                                                                                      |
| Millor guió—Pel·lícula | Millor guió—Video |
| - Martin Brimmer, Nic Cramer – Looker - James Avalon – Carnal Instincts - James Avalon – White Angel - James Avalon, Bella Feege – Red Vibe Diaries 2 - A. J. Barber – Mobster's Wife - Asia Carrera – Appassionata - Nic Cramer – Phoenix Rising - Jane Hamilton – Love's Passion - L. Meyers – Party Favors - Raven Touchstone – Debbie Does Dallas: The Next Generation - Neil Wexler – Masseuse 3 | - Mark Archer – Barefoot Confidential - Brad Armstrong – Exile - Brad Armstrong – Heartache - Brad Armstrong, George Kaplan – Flashpoint - Martin Brimmer – No Man's Land 21 - Martin Brimmer – Pornogothic - Guillermo Brown – The Neighbor - George Kaplan – Dinner Party at Six - Cash Markman – Contract - Cash Markman – Forbidden - Antonio Passolini – Café Flesh 2 - Jim Powers – Chamber of Whores - Jace Rocker – Thai Me Up - Candida Royalle – One Size Fits All - David Stanley – Turn About                                                                     |
| Millor efectes especials | |
| - Café Flesh 2 - - Bodyslammin': Shake & Tumble - Bodyslammin' 2: Down & Dirty - Dream Catcher - Flashpoint - Forever Night - Generation Sex 4 - Layered - Phoenix Rising - Terrors From the Clit | |

### Premis d'assoliment

#### Premi Avenç
- Alex Sanders[5]

#### Premi Sexe Segur
- One Size Fits All – Femme Productions/Adam & Eve[5]

#### Premis Assoliments Especials
- Larry Flynt, LFP
- Sharon Mitchell, AIM
- Shane, Shane's World
- Eddie Wedelstedt, Goalie Entertainment[5]
- Greg Allan[2]

#### Saló de la Fama

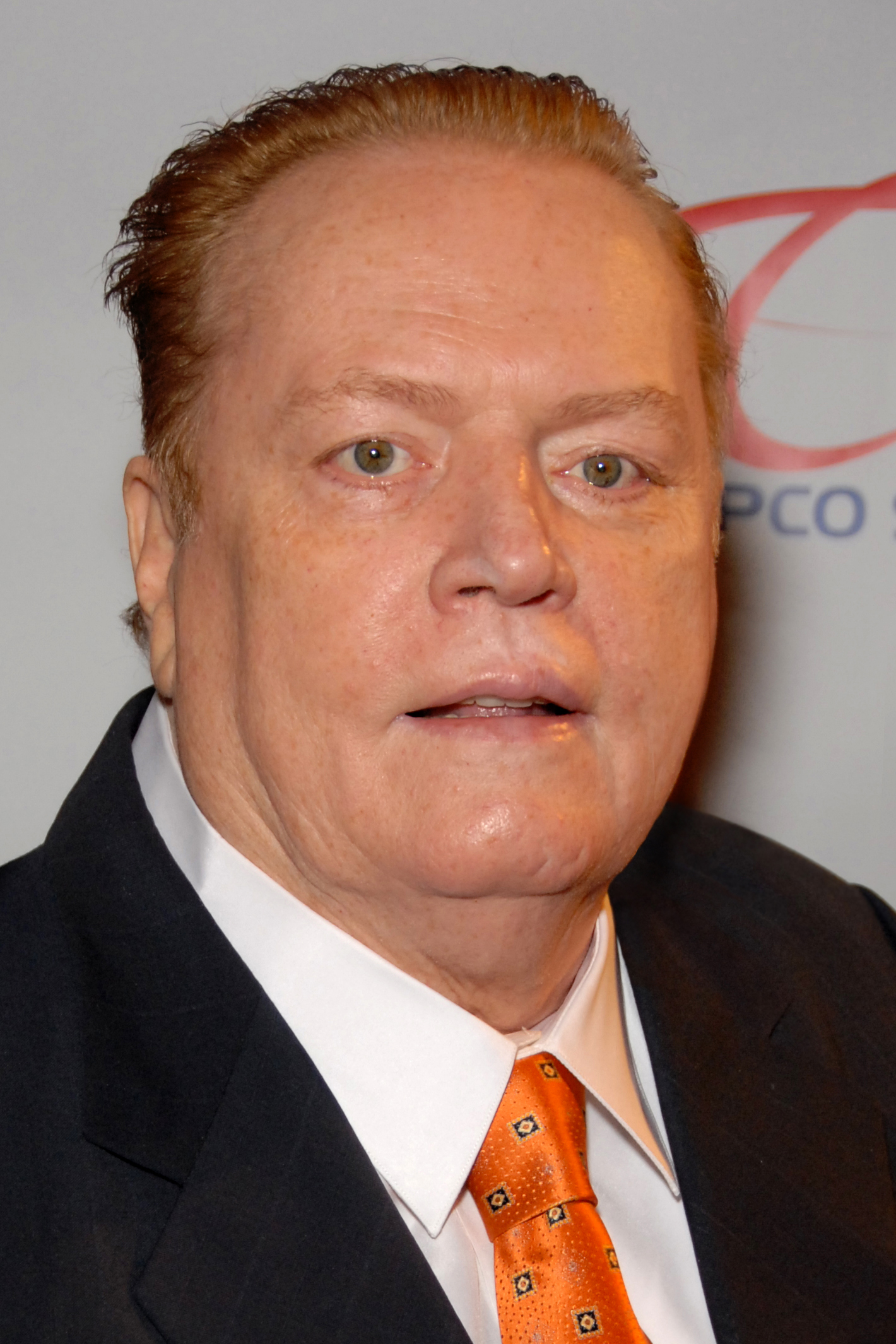
Larry Flynt, premi especial al millor assoliment.

- Lasse Braun
- Nikki Charm
- Bob Chinn
- Diedre Holland
- Tami Monroe
- Richard Pacheco
- Suze Randall
- Patti Rhodes
- Annie Sprinkle[5]

#### Cinta més venuda de l'any
- Pam & Tommy Lee•Hardcore & Uncensored, S & D Video/IEG[6]

#### Cinta més llogda de l’any
- Pam & Tommy Lee•Hardcore & Uncensored, S & D Video o/I EG[6]

### Pel·lícules amb múltiples premis i nominacions
| Nominacions | Pel·lícules                             |
| ----------- | --------------------------------------- |
| 14          | Café Flesh 2                            |
| 13          | Models                                  |
| 12          | Looker                                  |
| 12          | Love's Passion                          |
| 11          | Masseuse 3                              |
| 11          | Phoenix Rising                          |
| 10          | Flashpoint                              |
| 9           | Dream Catcher                           |
| 9           | White Angel                             |
| 8           | Exile                                   |
| 8           | Pornogothic                             |
| 8           | Skin: Cuntrol                           |
| 8           | Thai Me Up                              |
| 7           | Appassionata                            |
| 7           | Carnal Instincts                        |
| 7           | Debbie Does Dallas: The Next Generation |
| 7           | Mobster's Wife                          |
| 6           | Forever Night                           |
| 6           | Generation Sex 4                        |
| 6           | Nude World Order                        |
| 6           | One Size Fits All                       |
| 6           | Turn About                              |

| Premis | Pel·lícules              |
| ------ | ------------------------ |
| 6      | Looker                   |
| 4      | Café Flesh 2             |
| 3      | Tushy Heaven             |
| 2      | Euro Angels 10           |
| 2      | Forever Night            |
| 2      | Masseuse 3               |
| 2      | Models                   |
| 2      | Pornogothic              |
| 2      | The Pornographer         |
| 2      | Strange Life: The Breech |
| 2      | Tatiana 1                |

## Cerimònia d’informació

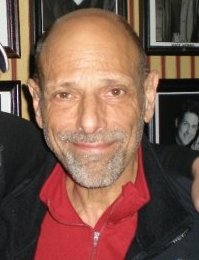
Robert Schimmel va presentar els 16ns Premis AVN.

Per l'any 1999, "es va prendre la decisió de restablir la part principal dels premis tècnics et al. en la presentació d'una nit", perquè per primera vegada els premis per les categories de pel·lícules gai es van dividir en un nou esdeveniment, el Premis GayVN, que es van celebrar un mes abans. Prèviament, les categories tècniques i algunes altres es presentaven per separat de l'entrega de premis; amb ells inclosos, el programa de 1999 va durar quatre hores.
Gary Miller va ser productor de l'espectacle i el còmic Robert Schimmel va ser seleccionat per un segon període consecutiu com a amfitrió. Algunes persones més van participar en la producció. de la cerimònia i els seus actes relacionats. Mark Stone va exercir com a director musical. John Leslie, que va guanyar la seva quarta estatueta de millor director a l'esdeveniment, i que toca en una banda de blues en el seu temps lliure, va interpretar una cançó d'autor com un dels intèrprets musicals.
L'entrega de premis va començar amb la presentació del premi a la millor escena de sexe per parelles: pel·lícula, amb els guanyadors anunciats com Stephanie Swift i Jon Dough. La revista Erotic X-Film Guide va informar que es tractava d'una falsedat: "Stephanie va pujar al podi per aconseguir el seu premi i va jurar que no va tenir sexe amb Jon Dough al vídeo. De fet, era cert i era un error d'impressió al programa."

### Rendiment a taquilla dels nominats
La cinta sexual de celebritats Pam i Tommy Lee • Hardcore & Uncensored va guanyar els premis a la cinta més venuda i a la millor cinta de lloguer, presentades a Steven Hirsch en nom de Vídeo S&D i IEG.

### Comentaris crítics
El programa va rebre una acollida variada per part de publicacions sexuals. La revista Hustler va informar: "Acusats d'haver manipulat el seu procés de votació per afavorir els seus anunciants en el passat, els jutges d'Adult Video News van restaurar la brillantor als procediments aquest any atorgant premis als nominats merescuts. No obstant això, la revista va assenyalar que la copresentadora Klass va aconseguir "sorprendre els organitzadors de la cerimònia que ho van veure tot i ho van sentir tot expressant repetidament la seva afició pel "sexe anal.
Erotic X-Film Guide va criticar la durada de l'espectacle: "Ens vam adonar que aquest era, de fet, el programa més llarg que AVN havia produït mai. Per molt que a la indústria li agradi vantar-se i tant com ens encanta AVN per donar-nos l'equivalent porno dels Oscars, l'espectacle ha de continuar. Però només si s'edita amb una espasa despietada. Cal fer alguna cosa perquè sigui una de les nits més esperades del porno, i no sigui de les més temudes."